# Virgen de la Asunción (Francisco Díez de Tudanca)
La Virgen de la Asunción es una obra realizada por Francisco Díez de Tudanca entre 1650 y 1651. Está ubicada en la Iglesia museo de San Antolín de Tordesillas, en Valladolid (Castilla y León, España).

## Historia
El 10 de noviembre de 1650 Tudanca contrató con el licenciado Francisco Santos del Castillo, clérigo y presbítero de Tordesillas además de posible pariente de Diego Fernández del Castillo (mayordomo de la fábrica de la Iglesia de Santa María en aquel entonces),: 377  la elaboración de una talla de la Virgen bajo el misterio de la Asunción. En la escritura contractual, hecha pública en 1984 por María Antonia Fernández del Hoyo, no queda claro el destino de la escultura: 377  pero sí consta que la imagen debía ser de bulto redondo, estar sobre un trono compuesto por nubes adornadas con cinco serafines, y medir junto con la peana seis pies: 14  (tamaño natural), figurando además la hechura de «quatro anxeles de figuras redondas acavados por todas partes con sus alas y el ropaxe que pertenece a dhos. anxeles, braços y piernas desnudos en acción de que suben a la imaxen a los cielos».: 377  El escultor cobraría por este trabajo 60 ducados (660 reales), quedando obligado a finalizar la obra «conforme a su arte» para la Pascua de 1651.: 377  Como testigos figuraban, entre otros, el pintor Jacinto Rodríguez de Novoa y el ensamblador Alonso de Villota, con quien Francisco Santos había contratado el 29 de octubre la fábrica de un retablo para su capilla en «la iglesia de señor Santiago de esta villa en la parte que está señalado, donde está el archivo del estado de los hijosdalgo»,: 538  estructura que al parecer debía de alojar la imagen de la Virgen.: 14 
Teniendo en cuenta las condiciones para su hechura ya que el retablo no ha llegado a nuestros días, se sabe que el cuerpo debía de tener cuatro pilares de orden corintio con un nicho en arco de medio punto en el centro y estar separados para disponer entre ellos unos marcos los cuales irían desde el pedestal hasta la cornisa, hallándose cada columna dividida en dos para poder poner cuatro lienzos. En base a estas características, la pieza debía guardar cierta similitud con el retablo de la capilla de Jerónimo de Aguilar Rodríguez: 536  en la Iglesia de Santa María, realizado por Villota entre 1650 y 1651 y en cuyo contrato Francisco Santos figura también como testigo (el retablo mayor de Santa María, obra de Pedro y Juan de la Torre en 1655,: 538  se halla presidido casualmente por una imagen de idéntica iconografía a la de Tudanca, aunque su hechura está adjudicada a Alonso de Rozas, quien la talló en 1660, aparte de que cuando Tudanca firmó el contrato con Francisco Santos el templo carecía de retablo mayor).: 377  La traza del retablo de la capilla de Aguilar se tomó a su vez como modelo para el retablo de la adyacente capilla del licenciado Alonso Gaitán, elaborado en 1656 por Villota: 533  (el parecido de todos ellos podría deberse a los lazos de amistad así como a la costumbre de imitarse entre los patronos de la zona).: 538 
La desaparición de la Iglesia de Santiago, actualmente en estado ruinoso, provocó la destrucción del retablo y el traslado de la talla de la Asunción a la Iglesia de San Antolín, donde fue emplazada en la tribuna de la Capilla de los Alderete,: 163  si bien con posterioridad sería reubicada en el nicho central del retablo mayor en sustitución de una talla de vestir de la Virgen de la Guía.: 156  Pese a que Clementina Julia Ara Gil y Jesús Parrado del Olmo indicaron en 1980 que el retablo podría haber sobrevivido y ser uno de los custodiados en la nave de la Iglesia de San Antolín (concretamente uno en el que se halla una pintura de la Inmaculada Concepción),: 277  una instantánea aportada en 1959 por Juan José Martín González: 31  en la que aparece la Virgen en el retablo original demuestra lo errado de esta hipótesis puesto que ambas piezas no coinciden en absoluto.: 14  La imagen, considerada perdida, fue identificada en 2021 por Javier Baladrón Alonso en base a la procedencia, tanto de la Virgen como del retablo, de la capilla de Francisco Santos, además de que la talla muestra rasgos propios del estilo de Tudanca, posee unas medidas similares a las de la escritura contractual, y cuenta con cinco serafines en la base.: 16 

## Descripción
La imagen, la cual preside el retablo mayor (obra de José Arroyo en el siglo xvii y decorado en 1633 por Felipe Gil de Mena), representa a la Virgen de pie con los brazos doblados y las manos juntas en actitud orante, erigida sobre una peana de piedras y gallones con figuras angelicales y la cabeza levantada con la vista dirigida al cielo. La base, algo arcaica acorde a los cánones del primer tercio del siglo xvii, se compone de una nube con los rostros alados de cinco serafines. Viste túnica bermellón y manto azul cruzado sobre el pecho, ambos con estampado y dotados de pliegues descritos por Martín González como abultados, claroscuristas, armoniosos y simétricos,: 31  estando caracterizados por su sequedad y rigidez, nada acorde a la iconografía típica de las imágenes asuncionistas, las cuales acostumbran lucir pañería muy movida simulando la subida de la Virgen a los cielos. Este rasgo, junto con la posición orante de las manos, hace que esta pieza se halle más próxima a las imágenes concepcionistas que a las asuncionistas; ya en 1959 Martín González la identificó como una Inmaculada, aunque sin citar al autor además de encuadrarla en la década de 1630.: 31  Respecto al rostro, Baladrón Alonso lo vincula con otras representaciones femeninas de Tudanca, como por ejemplo la María Magdalena de El Descendimiento (1663), conjunto escultórico ubicado en Medina de Rioseco, señalando a su vez una calidad muy superior en comparación con la mayoría de sus obras gracias a lo detallado de los rasgos faciales así como de los mechones que caen sobre el manto.: 16 